# Суліково (Щецинецький повіт)
Суліково (пол. Sulikowo, нім. Zülkenhagen) — село в Польщі, у гміні Барвиці Щецинецького повіту Західнопоморського воєводства.
Населення — 331 особа (2011).

## Демографія
Демографічна структура станом на 31 березня 2011 року:
|          | Загалом | Допрацездатний вік | Працездатний вік | Постпрацездатний вік |
| -------- | ------- | ------------------ | ---------------- | -------------------- |
| Чоловіки | 171     | 35                 | 128              | 8                    |
| Жінки    | 160     | 33                 | 95               | 32                   |
| Разом    | 331     | 68                 | 223              | 40                   |